# Fabíula Nascimento
Fabíula Nascimento (Curitiba, 18 augustus 1978) is een Braziliaans actrice.
Ze was getrouwd met de acteur Alexandre Nero tussen 2001 en 2011.

## Speelfilms
| Jaar | Film                           | Rol        |
| ---- | ------------------------------ | ---------- |
| 2005 | Sem Ana                        | Adriana    |
| 2007 | Estômago                       | Íria       |
| 2010 | Reflexões de um Liquidificador | Milena     |
| 2010 | Não Se Pode Viver sem Amor     | Gilda/Cida |
| 2011 | Bruna Surfistinha              | Janine     |
| 2011 | Corpos Celestes                | Mulher     |
| 2011 | Amor?                          | Julia      |
| 2011 | Cilada.com                     | Suzy       |